# Narodowy Stadion Sportowy (Mongolia)
Narodowy Stadion Sportowy (mong. Төв цэнгэлдэх хүрээлэн) – wielofunkcyjny stadion w Ułan Bator w Mongolii. Jest obecnie używany głównie dla meczów piłki nożnej i ma pojemność 20 000 osób. Wybudowany w 1958. Festiwal Naadam, który świętuje niepodległość Mongolii, odbywa się tu co roku w lipcu.